# John Alexander MacPherson
Pour les articles homonymes, voir Macpherson.
John Alexander MacPherson (15 octobre 1833 - 17 février 1894) était un homme politique australien qui fut le septième premier ministre du Victoria. 
MacPherson est né sur la propriété de son père à Springbank dans les Limestone Plains en Nouvelle-Galles du Sud (l'actuel site de Canberra): il a été le premier Premier ministre du Victoria né en Australie. Son père était un éleveur presbytérien écossais. Il est venu dans le futur Victoria avec sa famille alors qu'il était enfant et a fait ses études au Collège Scotch, à Melbourne et l'Université d'Édimbourg où il obtient son diplôme de droit. Il est admis au barreau du Victoria en 1866 et vit du droit avant de devenir éleveur près d'Hamilton dans le district de l'Ouest. 
MacPherson est élu député conservateur de Portland en 1864, de Dundas en 1866. En septembre 1869, lorsque le premier ministre libéral James McCulloch démissionne, MacPherson devient premier ministre. Son gouvernement est dans une position de faiblesse parlementaire et a peu de chances de survie. Mais il réussit à faire voter une loi sur la sélection des terres, loi qui permet à de petits agriculteurs de choisir des terres sur les vastes étendues de terre occupées par les squatters avant d'être mis en minorité à l'Assemblée et de démissionner en avril 1870. 
MacPherson devint secrétaire colonial dans le troisième gouvernement McCulloch de 1875 à 1877, avant de prendre sa retraite politique en juillet 1878, alors qu'il n'a que 44 ans. En 1880, il retourne en Grande-Bretagne et s'installe dans le Surrey où il meurt en 1894. Il a épousé Louisa Featherstonhaugh en 1858: ils ont eu sept enfants.